# Paul Warfield
Pour les articles homonymes, voir Warfield.
Pro Football Hall of Fame 1983
(en) Statistiques sur pro-football-reference
Paul Dryden Warfield, né le 28 novembre 1942 à Warren, est un joueur américain de football américain.
Ce wide receiver a joué pour les Browns de Cleveland (1964–1969, 1976–1977) et les Dolphins de Miami (1970–1974) en National Football League (NFL). Il a également joué pour les Southmen de Memphis (1975) en World Football League (WFL).
Il a remporté deux Super Bowls (VII et VIII).